# März 2012
Portal Geschichte | Portal Biografien | Aktuelle Ereignisse | Jahreskalender | Tagesartikel

◄ |
20. Jahrhundert |
21. Jahrhundert

◄ |
1980er |
1990er |
2000er |
2010er
| 2020er | 2030er | 2040er

◄ |
2008 |
2009 |
2010 |
2011 |
2012
| 2013 | 2014 | 2015 | 2016 | ►

◄ |
Dezember 2011 |
Januar 2012 |
Februar 2012 |
März 2012 |
April 2012 |
Mai 2012 |
Juni 2012 |
►
Dieser Artikel behandelt tagesbezogene Nachrichten und Ereignisse im März 2012.

## Tagesgeschehen

### Donnerstag, 1. März 2012

Serbien und die Europäische Union

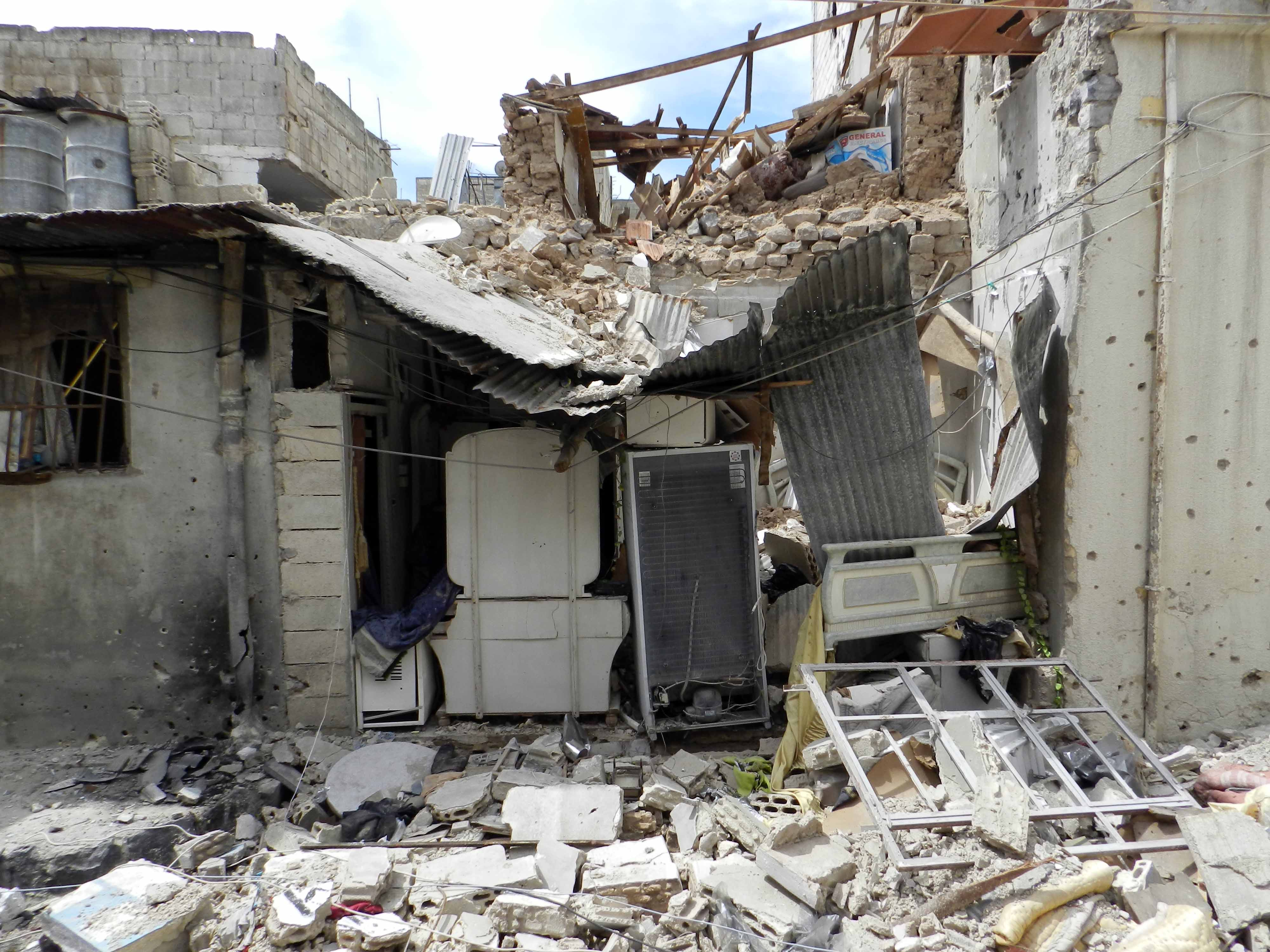
Kriegsschäden in Homs

- Brüssel/Belgien: Der Europäische Rat beschließt die Aufnahme von Verhandlungen über den Beitritt zur Europäischen Union mit Serbien ohne Vorbehalte.[1][2]
- Helsinki/Finnland: Sauli Niinistö wird im Parlament als Staatspräsident vereidigt.[3]
- Homs/Syrien: Rebellen verlassen die umkämpfte Stadt nach 26 Tagen Belagerung.[4]

### Freitag, 2. März 2012
- Ohio Country / Vereinigte Staaten: Tornado Outbreak vom 2./3. März 2012
- Teheran/Iran: Parlamentswahlen

### Samstag, 3. März 2012
- Brazzaville / Republik Kongo: Bei der Explosion eines Munitionsdepots kommen mindestens 150 Menschen ums Leben und mehr als 1500 weitere werden verletzt.[5]
- London / Vereinigtes Königreich: Fast zwei Jahre nach der Ölpest im Golf von Mexiko einigt sich der BP-Konzern mit betroffenen Privatleuten außergerichtlich auf eine Entschädigungssumme von 7,8 Milliarden US-Dollar.[6]
- Szczekociny/Polen: Bei einem schweren Zugunglück kommen mindestens 16 Menschen ums Leben und mehr als 58 weitere werden verletzt.[7]

### Sonntag, 4. März 2012

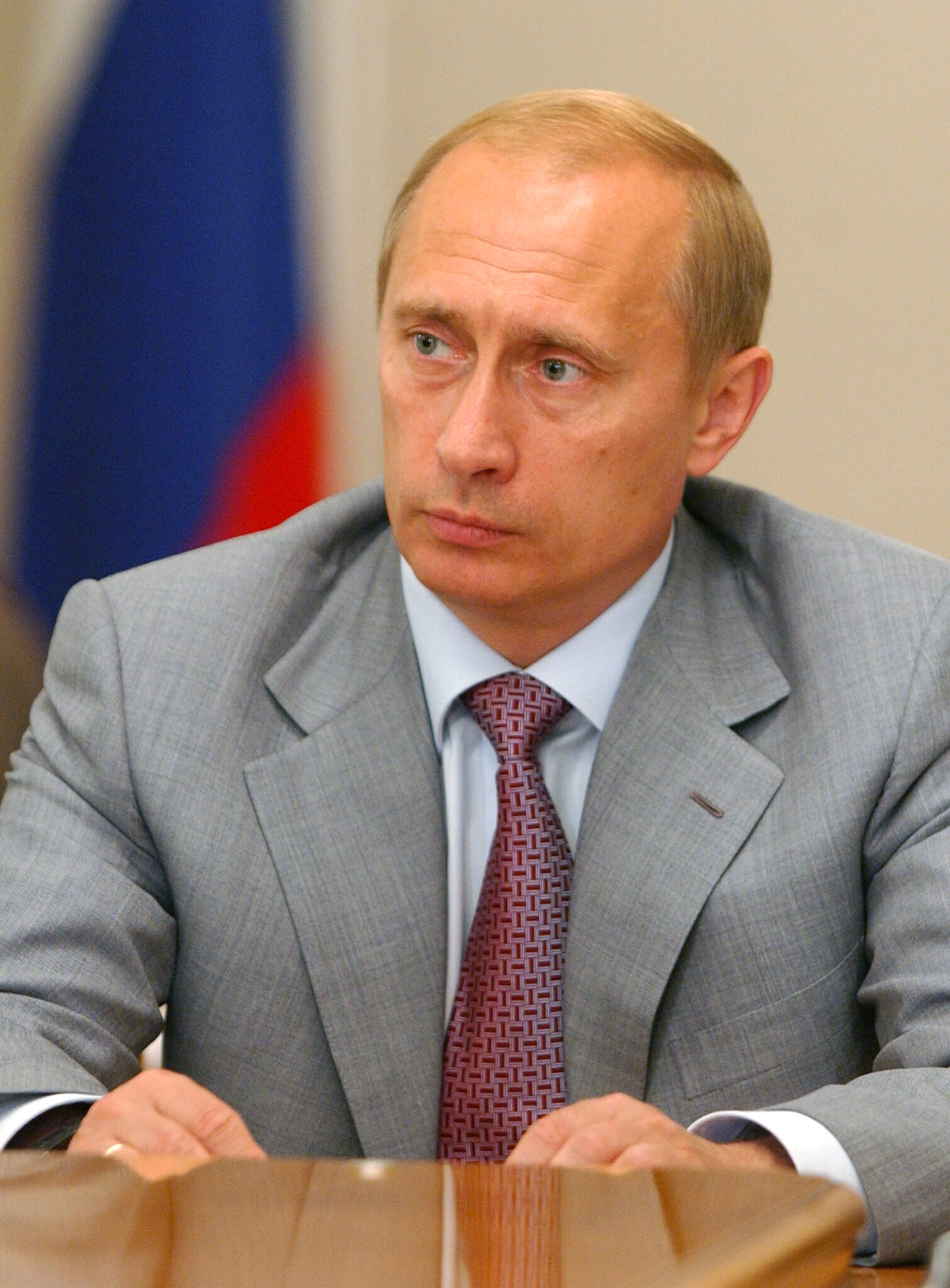
Wladimir Putin

- Darmstadt/Deutschland: Die Polizei verhaftet einen Beamten aus Darmstadt, der über 24.000 Bücher aus verschiedenen überwiegend deutschen Bibliotheken gestohlen haben soll.[8]
- Moskau/Russland: Bei den Präsidentschaftswahlen gewinnt Ministerpräsident Wladimir Putin mit 63,60 % der abgegebenen Wählerstimmen.[9]

### Mittwoch, 7. März 2012
- Athen/Griechenland: In der Finanzkrise vereinbart die Regierung mit privaten Gläubigern einen Schuldenerlass in Höhe von über 100 Milliarden Euro, was knapp 90 % der Schulden des Landes entspricht.[10]
- Belmopan/Belize: Bei den Parlamentswahlen erhält die United Democratic Party 50,37 % der abgegebenen Wählerstimmen, während die People’s United Party 47,54 % erreicht.[11]

### Donnerstag, 8. März 2012
- Berlin/Deutschland: Der zurückgetretene Bundespräsident Christian Wulff wird für seine rund 18-monatige Amtszeit mit einem großen Zapfenstreich geehrt. Einer seiner vier Musikwünsche ist das Kirchenlied Da berühren sich Himmel und Erde.[12]

### Freitag, 9. März 2012
- Åre/Schweden: Die US-amerikanische Skirennläuferin Lindsey Vonn gewinnt vorzeitig zum vierten Mal den Gesamtweltcup.[13]

### Samstag, 10. März 2012

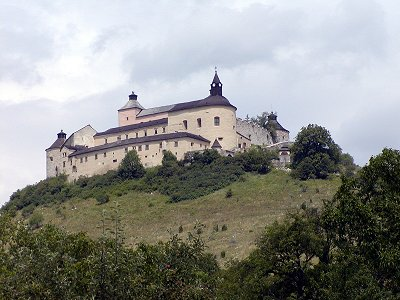
Krásna Hôrka

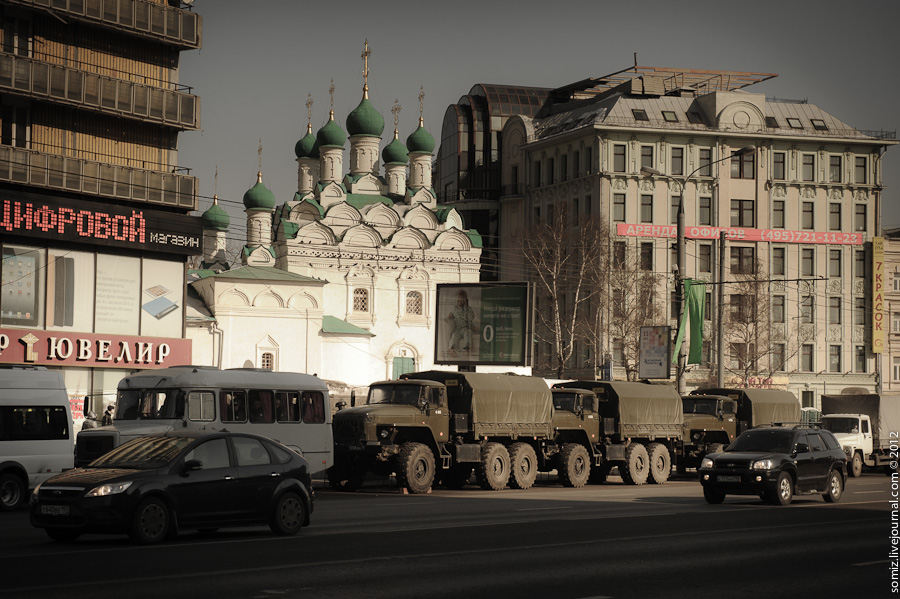
Straßenbild in Moskau nach der Wahl

- Bratislava/Slowakei: Bei den Parlamentswahlen gewinnen die Sozialdemokraten mit 44,4 % der abgegebenen Wählerstimmen.[14]
- Frankfurt am Main/Deutschland: In den Medien wird unter Kritik von Finanzexperten bekannt, dass sich die Bilanzsumme der Europäischen Zentralbank durch Stützungskäufe zugunsten südeuropäischer Finanzinstitute und Banken in der Bilanzsumme innerhalb kurzer Zeit unter dem italienischen Bankmanager Mario Draghi verdreifacht hat.[15]
- Grindelwald/Schweiz: Beim Skicross-Weltcup in Grindelwald kommt es zu einer Tragödie. Der kanadische Athlet Nick Zoricic gerät beim Zielsprung zu weit nach rechts und springt in die Sicherheitszäune. Der 29-Jährige erleidet ein schweres Schädelhirntrauma und stirbt nach 50-minütigen Reanimierungsversuchen im Krankenhaus von Interlaken.
- Krásnohorské Podhradie/Slowakei: Bei einem Brand wird ein Teil der gotischen Burg Krásna Hôrka zerstört.[16]
- Moskau/Russland: Rund 30.000 Menschen demonstrieren gegen die Wiederwahl von Wladimir Putin.[17]

### Sonntag, 11. März 2012
- Bern/Schweiz: In einer Volksabstimmung stimmen 66,5 % der Wähler gegen eine Verlängerung des gesetzlichen Mindesturlaubs von vier auf sechs Wochen.[18]
- Frankfurt am Main / Deutschland: Bei der Oberbürgermeisterwahl schneidet Boris Rhein (CDU) am besten ab, verfehlt jedoch die absolute Mehrheit, weswegen es zu einer Stichwahl zwischen ihm und dem SPD-Kandidaten Peter Feldmann kommt.
- Kandahar/Afghanistan: Ein Feldwebel der United States Army erschießt im so genannten Kandahar-Massaker 16 Menschen.[19]
- San Salvador / El Salvador: Bei den Parlamentswahlen erhält die Nationalistische Republikanische Allianz 39,76 % der abgegebenen Wählerstimmen, während die Nationale Befreiungsfront Farabundo Martí 36,76 % erreicht.[20]
- St. Gallen / Schweiz: Bei den Wahlen im Kanton St. Gallen erhält die SVP 25,5 % der abgegebenen Wählerstimmen, die CVP 23,0 %, die FDP 18,3 %, die SP 16,1 %, die GPS 5,9 %, die GLP 5,2 %, die BDP 2,7 % und die EVP 2,1 %.[21]

### Dienstag, 13. März 2012
- Buenos Aires / Argentinien: Der Oberste Gerichtshof gestattet die Straffreiheit des Schwangerschaftsabbruchs bei Vergewaltigung der Mutter.[22]
- London / Vereinigtes Königreich: Die endgültige Einstellung der gedruckten Encyclopædia Britannica nach 244 Jahren wird bekanntgegeben.[23]
- Siders/Schweiz: Bei einem Busunglück in einem Straßentunnel im Kanton Wallis kommen mindestens 28 Menschen ums Leben und mehr als 24 weitere werden verletzt.[24]

### Mittwoch, 14. März 2012
- Den Haag/Niederlande: Der Internationale Strafgerichtshof befindet den ehemaligen Rebellenführer Thomas Lubanga für schuldig, in der Demokratischen Republik Kongo Hunderte Kinder als Soldaten zwangsrekrutiert zu haben.[25]
- Leipzig/Deutschland: Mit der Vergabe des Leipziger Buchpreises zur Europäischen Verständigung an die Historiker Ian Kershaw und Timothy Snyder wird die Leipziger Buchmesse eröffnet.[26]

### Donnerstag, 15. März 2012
- Leipzig/Deutschland: Mit dem Preis der Leipziger Buchmesse werden der Schriftsteller Wolfgang Herrndorf, der Historiker Jörg Baberowski und die Übersetzerin Christina Viragh ausgezeichnet.[27]

### Freitag, 16. März 2012
- Chișinău/Moldawien: Das Parlament wählt Nicolae Timofti zum neuen Staatspräsidenten.[28]
- Washington, D.C. / Vereinigte Staaten: Bei einer Demonstration vor der Botschaft des Sudans werden der Schauspieler George Clooney und weitere Kongressabgeordnete wegen zivilen Ungehorsams verhaftet.[29]

### Samstag, 17. März 2012
- Dili/Osttimor: Bei den Präsidentschaftswahlen erhält Francisco Guterres 28,76 % der abgegebenen Wählerstimmen, Taur Matan Ruak 25,71 %, José Ramos-Horta 17,48 % und Fernando de Araújo 17,30 %. Francisco Guterres und Taur Matan Ruak werden sich am 16. April einer Stichwahl stellen.[30]
- Minsk/Belarus: Staatliche Medien geben die Hinrichtung der beiden mutmaßlichen Attentäter des Metro-Minsk-Attentates vom 11. April 2011 bekannt.[31]

### Sonntag, 18. März 2012

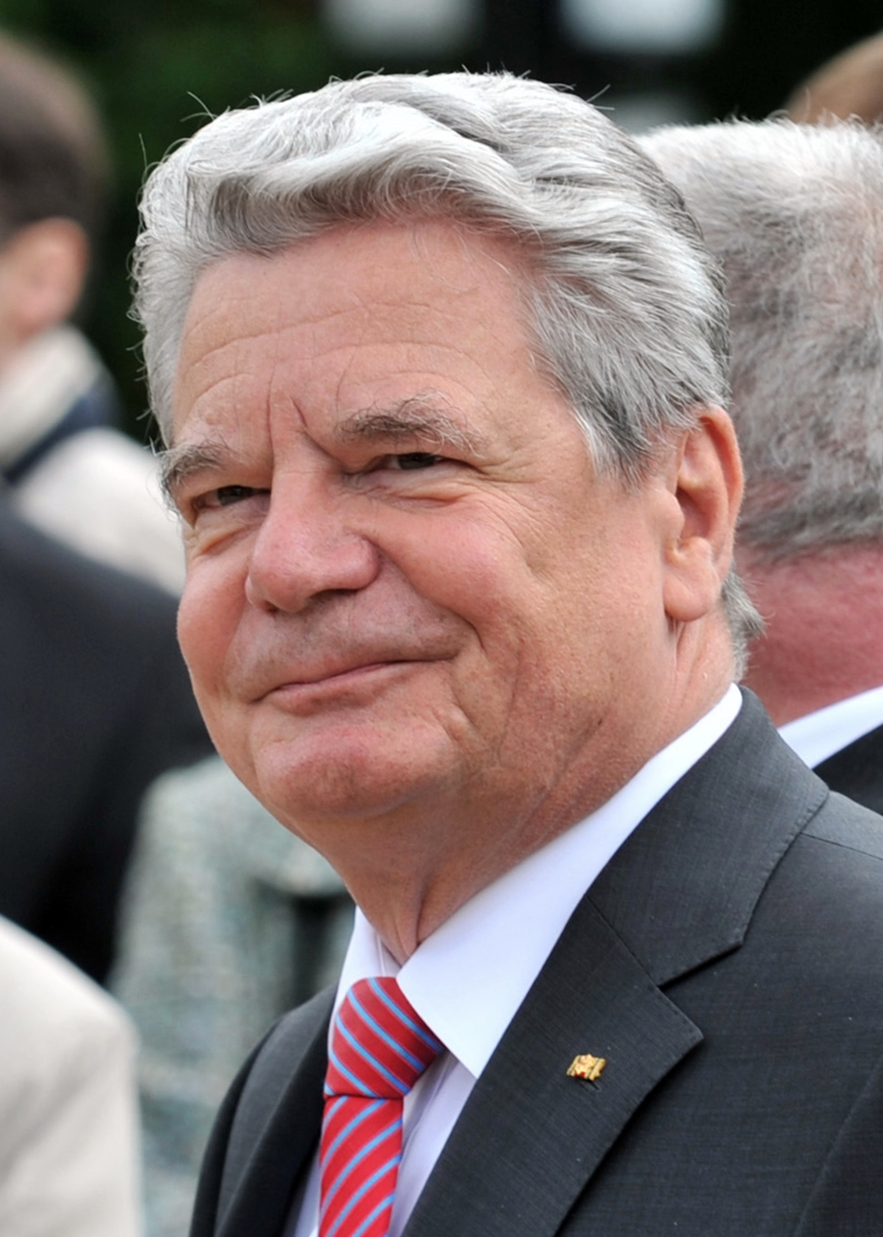
Joachim Gauck

- Berlin/Deutschland: Die 15. Bundesversammlung wählt den parteilosen ehemaligen Bundesbeauftragten für die Stasi-Unterlagen Joachim Gauck zum 11. Bundespräsidenten.[32]
- Chanty-Mansijsk/Russland: Zum Ende ihrer Karriere gewinnt die deutsche Biathletin Magdalena Neuner vorzeitig zum dritten Mal den Gesamtweltcup, während bei den Herren der Franzose Martin Fourcade erfolgreich ist.[33]
- Schladming/Österreich: Im Alpinen Skiweltcup der Männer wird der Österreicher Marcel Hirscher Gesamtsieger.[34]

### Montag, 19. März 2012

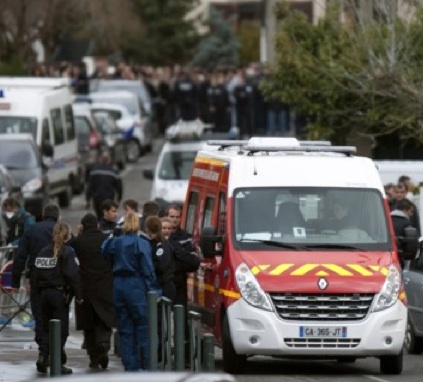
Nach dem Attentat in Toulouse

- Athen/Griechenland: Nach seiner Wahl zum neuen Vorsitzenden der sozialistischen Partei PASOK tritt Evangelos Venizelos als Finanzminister zurück. Zu seinem Nachfolger wird Filippos Sachinidis bestimmt.[35]
- Toulouse/Frankreich: Bei einem Anschlag auf eine jüdische Schule kommen vier Menschen ums Leben und ein weiterer wird verletzt.[36]

### Dienstag, 20. März 2012

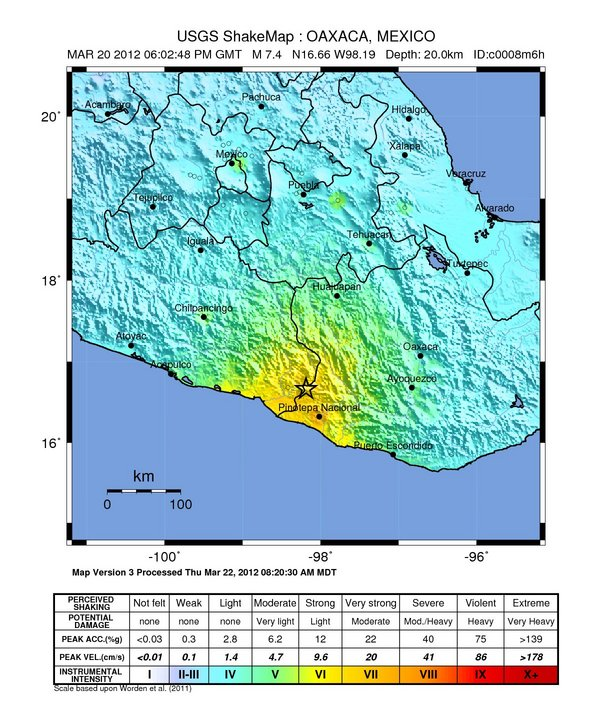
Schematische Darstellung des Erdbebens in Mexiko

- Acapulco/Mexiko: Bei einem Erdbeben der Stärke 7,4 Mw kommen im südlichen Bundesstaat Guerrero mindestens zwei Menschen ums Leben und mehr als elf weitere werden verletzt.[37]

### Mittwoch, 21. März 2012
- Bamako/Mali: Militärs verüben einen Staatsstreich und stürzen Staatspräsident Amadou Toumani Touré.[38]

### Donnerstag, 22. März 2012
- Delhi/Indien: Die Times of India macht Coalgate, ein Skandal um Kohleabbaurechte, publik.

### Freitag, 23. März 2012
- Addis Abeba/Äthiopien: Die Afrikanische Union suspendiert Mali aufgrund des Militärputsches gegen Staatspräsident Amadou Toumani Touré.[39]
- Berlin/Deutschland: Bundespräsident Joachim Gauck wird vereidigt.
- Vatikanstadt: Papst Benedikt XVI. bricht zu einer sechstägigen Pastoralreise nach Mexiko und in die Republik Kuba auf.[40]

### Sonntag, 25. März 2012

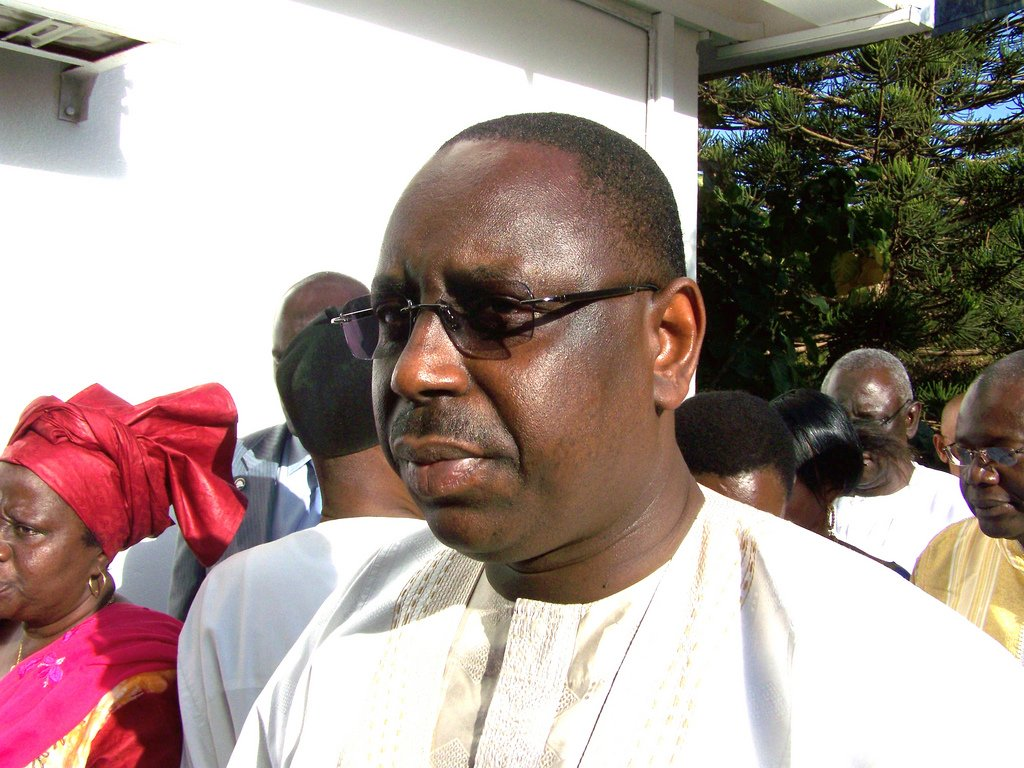
Macky Sall (2009)

- Dakar/Senegal: Der frühere Premierminister Macky Sall gewinnt die Stichwahl um das Präsidentschaftsamt mit 65,80 % der abgegebenen Wählerstimmen, während der langjährige Amtsinhaber Abdoulaye Wade 34,20 % erhält.[41]
- Frankfurt am Main / Deutschland: Peter Feldmann (SPD) gewinnt mit 57,4 Prozent der abgegebenen Wählerstimmen die Oberbürgermeister-Stichwahl gegen Boris Rhein (CDU), der 42,6 % erreicht.[42]
- Mainz/Deutschland: Michael Ebling (SPD) wird mit 58,2 % der abgegebenen Wählerstimmen zum Oberbürgermeister gewählt, während Günter Beck (Bündnis 90/Die Grünen) 41,8 % erreicht.[42]
- Paris/Frankreich: Nach der Anschlagserie im Süden des Landes wird der Bruder des mutmaßlichen Attentäters wegen des Verdachts auf Beihilfe zum Mord und Verschwörung zu Terrorakten angeklagt.[43]
- Saarbrücken/Deutschland: Bei der vorgezogenen Landtagswahl im Saarland erreichen die bislang in der Jamaika-Koalition regierenden CDU und Bündnis 90/Die Grünen 35,2 % und 5,0 % der Stimmen; die FDP verpasst mit 1,2 % den Erhalt der Landtagsmandate. Die SPD erreicht 30,6 %, Die Linke 16,1 % und den Piraten gelingt mit 7,4 % der Einzug in den Landtag.[44]
- Sepang/Malaysia: Fernando Alonso im Ferrari gewinnt das zweite Rennen der diesjährigen Formel-1-Saison auf dem Sepang International Circuit vor Sergio Pérez im Sauber-Ferrari und Lewis Hamilton auf McLaren-Mercedes.[45]

### Montag, 26. März 2012
- Seoul/Südkorea: Internationaler Atomgipfel

### Donnerstag, 29. März 2012
- Banjul/Gambia: Bei den Parlamentswahlen gewinnt die Alliance for Patriotic Reorientation and Construction von Staatspräsident Yahya Jammeh mit 51,8 % der abgegebenen Wählerstimmen, während die National Reconciliation Party 9,45 % und unabhängige Kandidaten 38,6 % erhalten.[46]

### Freitag, 30. März 2012
- Nizza/Frankreich: Die deutschen Paarläufer Aljona Savchenko und Robin Szolkowy gewinnen zum vierten Mal den Weltmeistertitel im Eiskunstlauf.[47]

## Weblinks

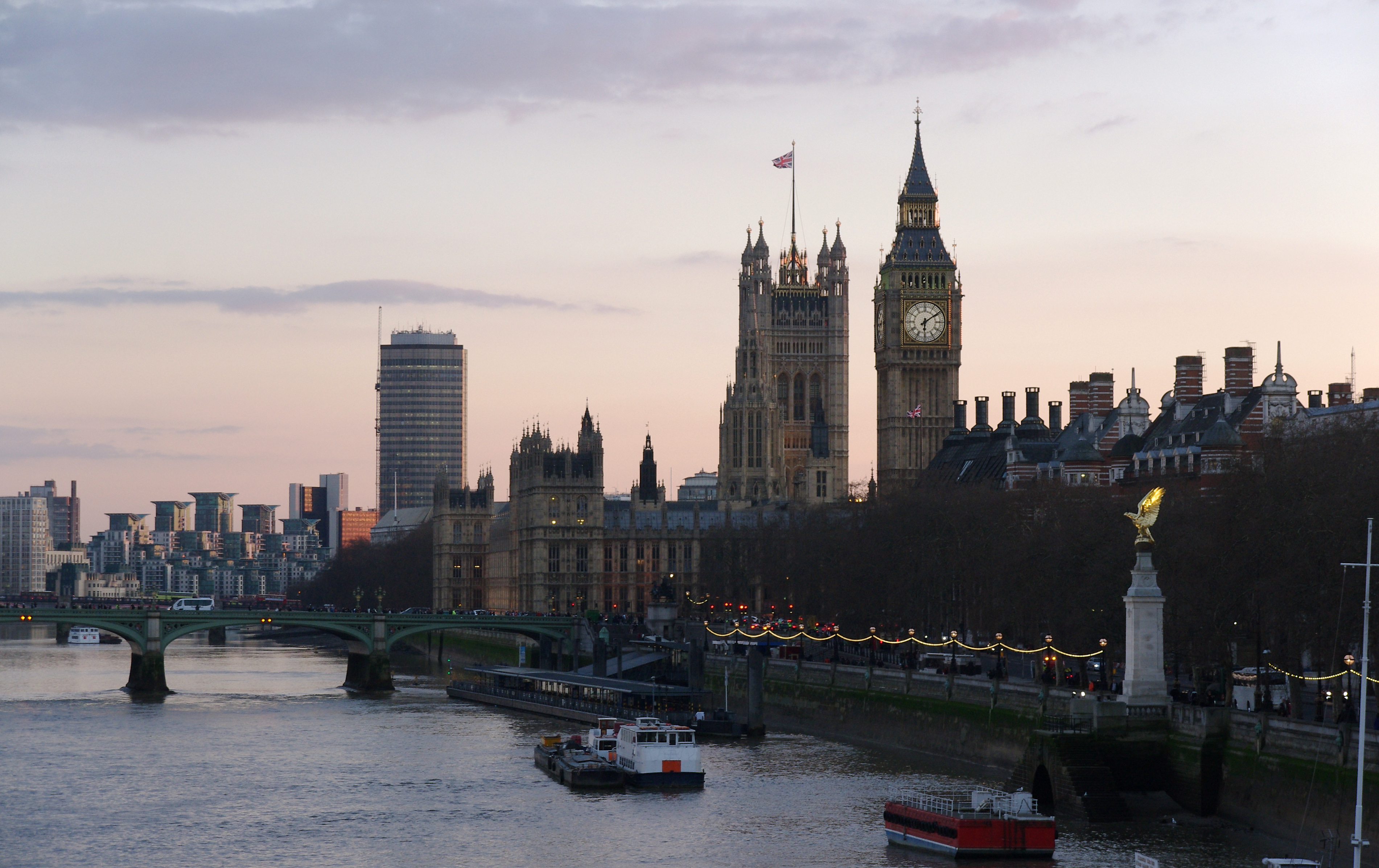
London im März 2012